# Anne Stine Ingstad
La Dra. Anne Stine Ingstad (11 de febrero de 1918 – 6 de noviembre de 1997) fue un arqueóloga noruega que, junto a su esposo el Dr. Helge Ingstad, descubrieron los restos de un asentamiento Vikingo en L'Anse aux Meadows en la provincia canadiense de Terranova y Labrador en 1960.

## Biografía

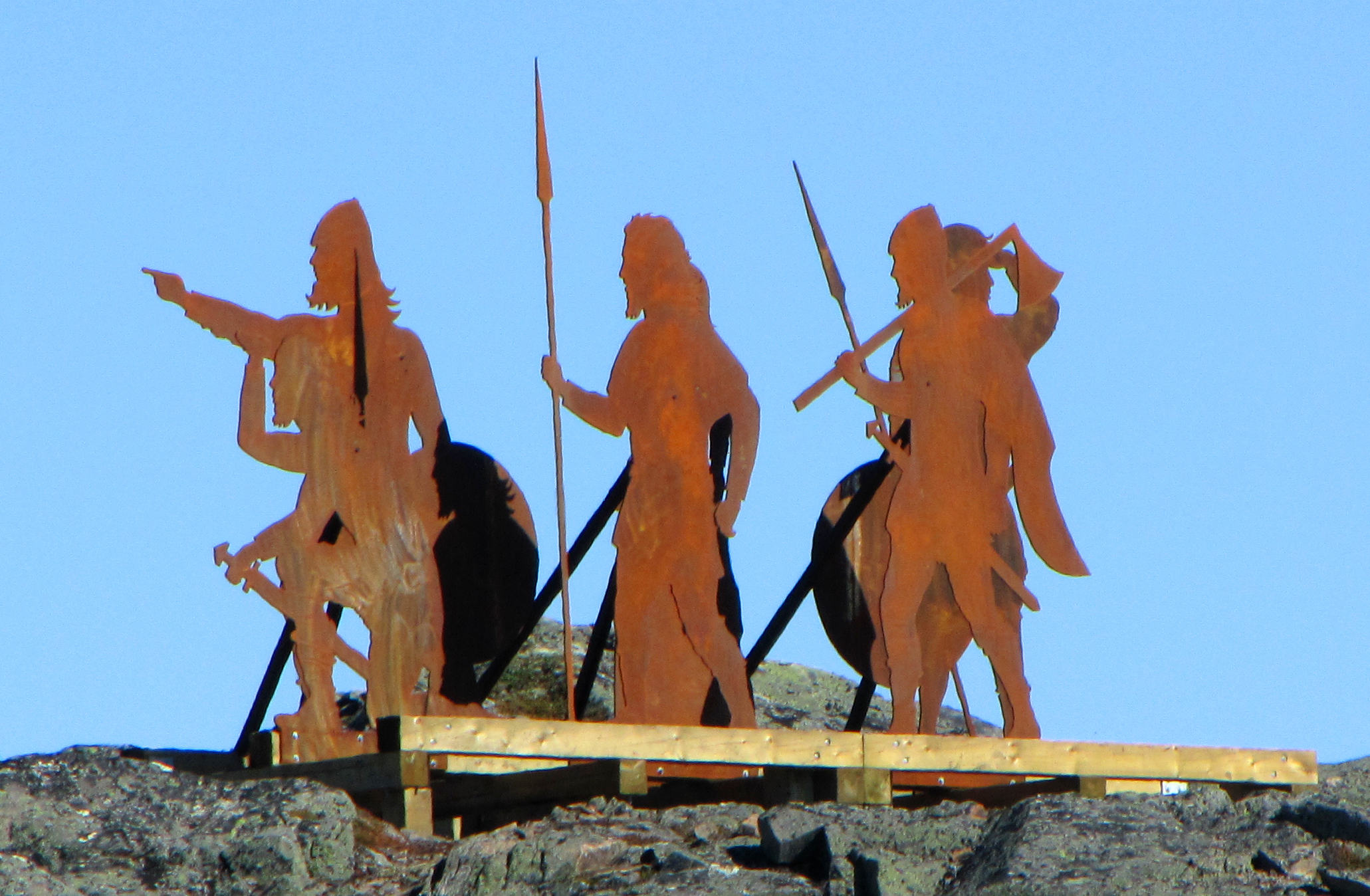
Estatuas noruegas instaladas anteriormente sobre el sitio histórico de L'Anse aux Meadows, Terranova y Labrador

Anne Stine Moe nació y se crio en Lillehammer, en el Condado de Oppland, Noruega. Sus padres fueron el abogado Eilif Moe (1889-1954) y Louise Augusta Bauck Lindeman (1886-1966). Ingstad fue la hermana del compositor Ole Henrik Moe, historiador de arte noruego y pianista e hijo de Ole Henrik Moe. Se casó con Helge Ingstad en 1941, tras lo cual se convirtió en su colaboradora científica
Estudió Arqueología en la Universidad de Oslo en la década de 1950. En 1960 su esposo descubrió los restos del asentamiento vikingo en L'Anse aux Meadows en la Isla de Terranova. Entre 1961 y 1968, Anne Stine Ingstad condujo una excavación con un grupo internacional de arqueólogos de Suecia, Islandia, Canadá, Estados Unidos y Noruega. La excavación reveló los restos de un asentamiento nórdico. Estos restos incluían casas de adobe, una fragua, horno y un cobertizo. El asentamiento es ahora patrimonio de la Humanidad de UNESCO y uno de los Sitios Históricos Nacionales de Canadá.

## Años postreros
En la década de 1970 Anne Stine Ingstad trabajó en el sector textil de los sitios de excavación de Kaupang y Oseberg. Anne Stine Ingstad murió en 1997 a la edad de 79, dejando atrás a su marido de 98 años, Helge y su hija Benedicte Ingstad, profesora de antropología médica de la Universidad de Oslo.

## Algunas publicaciones
- Ingstad, Helge; Ingstad, Anne Stine. 2001. The Viking Discovery of America: The Excavation of a Norse Settlement in L'Anse Aux Meadows, Newfoundland. Checkmark Books. ISBN 0-8160-4716-2.

- -------------------, ------------------------. 2000. The Viking Discovery of America: The Excavation of a Norse Settlement in L'Anse Aux Meadows, Newfoundland. Ed. ilustrada de Breakwater Books, 194 p. ISBN 1550811584, ISBN 9781550811582

- -------------------, ------------------------. 1985. The Norse Discovery of America: Excavations of a Norse settlement at l'Anse aux Meadows, Newfoundland, 1961-1968. V. 1 de The Norse Discovery of America. 2ª ed. reimpresa, ilustrada de Norwegian Univ. Press, 422 p. ISBN 8200070387, ISBN 9788200070382

- Ingstad, Anne Stine. 1975. Det nye land med de grønne enger (El nuevo país de prados verdes) Publicó Gyldendal, 161 p. ISBN 8205083134, ISBN 9788205083134

## Honores
Por sus esfuerzos, en 1969 a Anne Stine Ingstad le fue otorgado un doctorado honoris causa por la Memorial University of Newfoundland. En 1992 también recibió un doctorado honorario en la Universidad de Bergen. Fue nombrada comendadora de la Orden de San Olaf, y se convirtió en miembro de la Academia Noruega de la ciencia.